# FreeiD
FreeiDは、DXYZ（ディクシーズ）株式会社が提供する顔認証プラットフォームである。

## 製品
FreeiDは、あらゆる場所で顔認証システムを利用可能にするアプリ。主に入退室のシーンで使われている。
FreeiDに一度顔を登録すれば、個別の登録は必要なく、横断的に顔認証システムが利用できる。この技術においては、特許取得済。
顔認証を使用する施設や場所はユーザー自身が選択でき、選択してはじめてその端末上でそのユーザーの顔データが扱われるようになる。
マンションやオフィス、保育園、ゴルフ場に導入されている。

2022年5月、東京タワー内のRED゜TOKYO TOWERの入退室サービスとして導入された。